# غالوب (نيومكسيكو)
غالوب (بالإنجليزية: Gallup)‏ هي إحدى مدن ولاية نيومكسيكو في الولايات المتحدة الأمريكية.

## التركيبة السكانية
حدّد مكتب تعداد الولايات المتحدة بيانات التركيبة السكانية لغالوب في تعداد الولايات المتحدة. في ما يلي، التركيبة السكانية حسب تعدادي 2000 و2010.

### تعداد عام 2000
بلغ عدد سكان غالوب 20,209 نسمة بحسب تعداد عام 2000، وبلغ عدد الأسر 6,810 أسرة وعدد العائلات 4,870 عائلة مقيمة في المدينة. في حين سجلت الكثافة السكانية 390.3 نسمة لكل كيلومتر مربع (1,010.9/ميل2). وبلغ عدد الوحدات السكنية 7,349 وحدة بمتوسط كثافة قدره 141.9 لكل كيلومتر مربع (367.5/ميل2).
وتوزع التركيب العرقي للمدينة بنسبة 40.11% من البيض و1.08% من الأمريكيين الأفارقة و36.64% من الأمريكيين الأصليين و1.43% من الأمريكيين ذوي الأصول الآسيوية و0.09% من سكان جزر المحيط الهادئ و14.77% من الأعراق الأخرى و5.87% من عرقين مختلطين أو أكثر و33.15% من الهسبانيون أو اللاتينيون من أي عرق.
بلغ عدد الأسر 6,810 أسرة كانت نسبة 46% منها لديها أطفال تحت سن الثامنة عشر تعيش معهم، وبلغت نسبة الأزواج القاطنين مع بعضهم البعض 45.3% من أصل المجموع الكلي للأسر، ونسبة 19.8% من الأسر كان لديها معيلات من الإناث دون وجود شريك، بينما كانت نسبة 6.4% من الأسر لديها معيلون من الذكور دون وجود شريكة وكانت نسبة 28.5% من غير العائلات. تألفت نسبة 23.8% من أصل جميع الأسر من عدة أفراد يعيشون في نفس المنزل ونسبة 6.8% كانت تتألف من شخص يعيش بمفرده يبلغ من العمر 65 عاماً أو أكثر. وبلغ متوسط حجم الأسرة المعيشية 2.85، أما متوسط حجم العائلات فبلغ 3.39.
بلغ العمر الوسطي للسكان 31.1 عاماً. وكانت نسبة 32.3% من القاطنين تحت سن الثامنة عشر، وكانت نسبة 8.8% بين الثامنة عشر والرابعة والعشرين عاماً، ونسبة 27.4% كانت واقعةً في الفئة العمرية ما بين الخامسة والعشرين والرابعة والأربعين عاماً، ونسبة 19.8% كانت ما بين الخامسة والأربعين والرابعة والستين، ونسبة 7.8% كانت ضمن فئة الخامسة والستين عاماً فما فوق. يوجد لكل 100 أنثى 89.7 ذكر، ويوجد لكل 100 أنثى في الثامنة عشر من عمرها فما فوق 84.1 ذكر.
بلغ متوسط دخل الأسرة في المدينة 34,868 دولارًا، أما متوسط دخل العائلة فبلغ 39,197 دولارًا. وكان متوسط دخل الذكور 33,380 دولارًا مقابل 24,441 دولارًا للإناث. وسجل دخل الفرد الخاص بالمدينة 15,789 دولارًا. وكانت نسبة 16.6% من العائلات ونسبة 20.8% من السكان تحت خط الفقر، وكان من هؤلاء نسبة 27.2% تحت سن الثامنة عشر ونسبة 16.8% في الخامسة والستين من العمر وما فوق.

### تعداد عام 2010
بلغ عدد سكان غالوب 21,678 نسمة بحسب تعداد عام 2010، وبلغ عدد الأسر 7,590 أسرة وعدد العائلات 5,244 عائلة مقيمة في المدينة. في حين سجلت الكثافة السكانية 418.7 نسمة لكل كيلومتر مربع (1,084.4/ميل2). وبلغ عدد الوحدات السكنية 8,097 وحدة بمتوسط كثافة قدره 156.4 لكل كيلومتر مربع (405.1/ميل2).
وتوزع التركيب العرقي للمدينة بنسبة 35.20% من البيض و1.19% من الأمريكيين الأفارقة و43.81% من الأمريكيين الأصليين و2% من الأمريكيين ذوي الأصول الآسيوية و0.05% من سكان جزر المحيط الهادئ و11.98% من الأعراق الأخرى و5.77% من عرقين مختلطين أو أكثر و31.66% من الهسبانيون أو اللاتينيون من أي عرق.
بلغ عدد الأسر 7,590 أسرة كانت نسبة 42.2% منها لديها أطفال تحت سن الثامنة عشر تعيش معهم، وبلغت نسبة الأزواج القاطنين مع بعضهم البعض 40.1% من أصل المجموع الكلي للأسر، ونسبة 21.4% من الأسر كان لديها معيلات من الإناث دون وجود شريك، بينما كانت نسبة 7.6% من الأسر لديها معيلون من الذكور دون وجود شريكة وكانت نسبة 30.9% من غير العائلات. تألفت نسبة 25.4% من أصل جميع الأسر من عدة أفراد يعيشون في نفس المنزل ونسبة 8% كانت تتألف من شخص يعيش بمفرده يبلغ من العمر 65 عاماً أو أكثر. وبلغ متوسط حجم الأسرة المعيشية 2.79، أما متوسط حجم العائلات فبلغ 3.34.
بلغ العمر الوسطي للسكان 31.9 عاماً. وكانت نسبة 30.5% من القاطنين تحت سن الثامنة عشر، وكانت نسبة 9.8% بين الثامنة عشر والرابعة والعشرين عاماً، ونسبة 25.2% كانت واقعةً في الفئة العمرية ما بين الخامسة والعشرين والرابعة والأربعين عاماً، ونسبة 23.8% كانت ما بين الخامسة والأربعين والرابعة والستين، ونسبة 10.7% كانت ضمن فئة الخامسة والستين عاماً فما فوق. وتوزع التركيب الجنسي للسكان بنسبة 47.8% ذكور و52.2% إناث.

## المناخ
يظهر الجدول التالي التغييرات المناخية على مدار السنة لغالوب:
| البيانات المناخية لـغالوب                | البيانات المناخية لـغالوب | البيانات المناخية لـغالوب | البيانات المناخية لـغالوب | البيانات المناخية لـغالوب | البيانات المناخية لـغالوب | البيانات المناخية لـغالوب | البيانات المناخية لـغالوب | البيانات المناخية لـغالوب | البيانات المناخية لـغالوب | البيانات المناخية لـغالوب | البيانات المناخية لـغالوب | البيانات المناخية لـغالوب | البيانات المناخية لـغالوب |
| الشهر                                    | يناير                     | فبراير                    | مارس                      | أبريل                     | مايو                      | يونيو                     | يوليو                     | أغسطس                     | سبتمبر                    | أكتوبر                    | نوفمبر                    | ديسمبر                    | المعدل السنوي             |
| ---------------------------------------- | ------------------------- | ------------------------- | ------------------------- | ------------------------- | ------------------------- | ------------------------- | ------------------------- | ------------------------- | ------------------------- | ------------------------- | ------------------------- | ------------------------- | ------------------------- |
| الدرجة القصوى °ف (°م)                    | 67 (19)                   | 73 (23)                   | 81 (27)                   | 84 (29)                   | 95 (35)                   | 98 (37)                   | 100 (38)                  | 98 (37)                   | 93 (34)                   | 87 (31)                   | 78 (26)                   | 66 (19)                   | 100 (38)                  |
| متوسط درجة الحرارة الكبرى °ف (°م)        | 45 (7)                    | 50 (10)                   | 57 (14)                   | 65 (18)                   | 75 (24)                   | 86 (30)                   | 89 (32)                   | 86 (30)                   | 80 (27)                   | 69 (21)                   | 55 (13)                   | 46 (8)                    | 67 (20)                   |
| متوسط درجة الحرارة الصغرى °ف (°م)        | 11 (−12)                  | 16 (−9)                   | 20 (−7)                   | 24 (−4)                   | 33 (1)                    | 42 (6)                    | 51 (11)                   | 50 (10)                   | 42 (6)                    | 29 (−2)                   | 18 (−8)                   | 11 (−12)                  | 29 (−2)                   |
| أدنى درجة حرارة °ف (°م)                  | −20 (−29)                 | −19 (−28)                 | −10 (−23)                 | 6 (−14)                   | 12 (−11)                  | 25 (−4)                   | 31 (−1)                   | 35 (2)                    | 20 (−7)                   | 5 (−15)                   | −26 (−32)                 | −34 (−37)                 | −34 (−37)                 |
| الهطول إنش (مم)                          | 0.81 (21)                 | 0.65 (17)                 | 0.89 (23)                 | 0.51 (13)                 | 0.62 (16)                 | 0.45 (11)                 | 1.56 (40)                 | 1.99 (51)                 | 1.12 (28)                 | 1.19 (30)                 | 0.95 (24)                 | 0.71 (18)                 | 11.45 (292)               |
| متوسط تساقط الثلوج إنش (سم)              | 6.5 (17)                  | 6.0 (15)                  | 3.8 (9.7)                 | 2.3 (5.8)                 | 0.5 (1.3)                 | 0 (0)                     | 0 (0)                     | 0 (0)                     | 0 (0)                     | 0.7 (1.8)                 | 4.1 (10)                  | 6.5 (17)                  | 30.4 (77)                 |
| متوسط أيام هطول الأمطار                  | 6                         | 6                         | 6                         | 4                         | 4                         | 3                         | 10                        | 10                        | 6                         | 5                         | 5                         | 6                         | 71                        |
| المصدر: Western Regional Climate Center. |                           |                           |                           |                           |                           |                           |                           |                           |                           |                           |                           |                           |                           |

## أعلام
- فيلي آدامز
- لويس ر. دوجلاس
- جون بينتو
- توني غينارو
- جوك سوتو
- هيروشي إتش ميامرا